# Maroggia
Maroggia é uma comuna da Suíça, no Cantão Tessino, com cerca de 571 habitantes. Estende-se por uma área de 1,0 km², de densidade populacional de 571 hab/km². Confina com as seguintes comunas: Arogno, Bissone, Melano, Riva San Vitale, Rovio.
A língua oficial nesta comuna é o Italiano.